# 密节铠船蛆
密节铠船蛆（学名：Bankia saulii），是海螂目蛀船蛤科节铠船蛆属的一种。主要分布于南海、中国大陆，常出现在海中木材建筑物、船只和沿海的红树林。